# Горње Вараге
Горње Вараге је насеље у општини Зубин Поток на Косову и Метохији. Званичан назив села до 1959. године је био Вараге, наиме ово село је пре 1955. године било у саставу општине Брњак, спајањем малих општина Брњак, Зубин Поток, Резала и делова других општина Звечанског среза у нову велику општину Зубин Поток 1955. године данашња села Горње и Доње Вараге су се нашле у истој територијалној јединици и то оба са именом Вараге, па су им додељени нови званични називи који описују њихов топографски положај, иако ова два села немају никакву битнију повезаност. Атар села је на територији катастарске општине Бања. Насеље је припојено територији Косова и Метохије 18. априла 1947. године, до тада је било у саставу Дежевског среза у Централној Србији.
Село је близу изворишта Варашке реке, леве притоке Ибра, која се сада улива у језеро Газиводе, на јужним је обронцима планине Рогозне. Тачнији положај села је на заравни испод Кочан-Брда, која га одваја од села Клечке и Бање, и то на десној страни Варашке реке. Крајеви у сеоском атару су: Лице, Врба, Гуњача, Игиновце, Јагњило, Солијевце... Ово је типично планинско село изоловано од важнијих саобраћајних комуникација, кроз село пролази само локални неасфалтирани пут за села Витаково и Драиновиће. Изнад села се уздиже Црни врх (1.479 m) са источне стране изнад засеока села Бубе -Соврлића се издиже Бупски шиљак (1.282 m). Назив насеља није словенског порекла и потиче од неког старијег становништва. То старије становништво је оставило два гробља и разрушену црквицу на месту данашњег гробља. После ослобађања од турске власти место је у саставу Рашког округа, у срезу дежевском, у општини рајетићској и 1912. године има 43 становника. Овде се налази Црква Светог Јована у селу Горње Вараге.

## Демографија
- попис становништва 1948. године: 95
- попис становништва 1953. године: 86
- попис становништва 1961. године: 78
- попис становништва 1971. године: 69
- попис становништва 1981. године: 45
- попис становништва 1991. године: 30

Становништво је углавном одсељено за Крагујевац, мање за Зубин Поток и насеља у његовој околини. Становништво се бави углавном пољопривредом. Почетком 2010. године је имало 11 стално насељених становника.